# Peter Griffin
Pour les articles homonymes, voir Griffin.
Peter Löwenbräu Griffin est un des personnages principaux de la série télévisée d'animation Les Griffin. Il est doublé par Seth MacFarlane qui est également le créateur de la série. Il apparaît pour la première fois à la télévision le 20 décembre 1998 avec le reste de la famille, dans un court épisode de 15 minutes.
Dans la série, Peter est marié à Lois Griffin et il est le père de Meg, Chris et Stewie, ils ont également un chien parlant qui s'appelle Brian. Il travaille dans une entreprise de jouets et dans une brasserie de Quahog, ville fictive de la série. Malgré sa routine de col bleu vivant en banlieue, il a un nombre remarquable d'expériences tout au long de la série.
La voix de Peter est inspiré par un concierge que MacFarlane a entendu à son école. Son apparence est un redesign du protagoniste Larry des anciens courts-métrages de MacFarlane, The Life of Larry et Larry & Steve. Il est apparu sur de nombreux produits dérivés de la série, en incluant des jouets, des tee-shirts et un jeu vidéo. Il est également apparu sur d'autres séries, comme Deadbeat, série dérivée des Griffin.

## Source
- (en) Cet article est partiellement ou en totalité issu de l’article de Wikipédia en anglais intitulé « Peter Griffin » (voir la liste des auteurs).